# Return to Oz
Retorn a Oz (en català), més coneguda amb el títol original Return to Oz (en anglès) és una pel·lícula d'aventures de fantasia del 1985 dirigida i escrita per Walter Murch, un editor i dissenyador de so, coescrita per Gill Dennis i produïda per Paul Maslansky. És protagonitzada per Nicol Williamson com a rei Gnom, Jean Marsh com la princesa Mombi, Piper Laurie com la tia Em, Matt Clark com l'oncle Henry i Fairuza Balk com Dorothy Gale. Es basa en les novel·les d'Oz de L. Frank Baum, principalment en la meravellosa terra d'Oz (1904) i Ozma d'Oz (1907), però, s'estableix sis mesos després dels esdeveniments de la primera novel·la, El màgic d'Oz (1900). També és considerada una semi-seqüela de la pel·lícula de MGM 1939, El màgic d'Oz. La trama se centra en una insomne Dorothy, que torna a la Terra d'Oz, per a descobrir que tot el país i els seus habitants s'enfronten a prop de l'extinció a mans d'un rei malvat que habita en una muntanya veïna. Sobre la seva segona arribada, Dorothy, al costat de la seva mascota Billina, la gallina, es fa amiga d'un grup de nous companys, entre ells en Tik-Tok, en Jack Cap-de-carabassa (Jack Pumpkinhead) i el Gump. Junts emprenen una recerca per salvar Oz i restaurar-hi la seva antiga glòria.
Murch estava interessat a fer una altra història d'Oz el 1980, mentre que Disney lluitava per fer una pel·lícula d'Oz des de la dècada de 1930, ja que posseïen els drets dels llibres d'Oz i aquests expiraven l'any 1985.
Llançada el 21 de juny de 1985 per Walt Disney Pictures, va rebre crítiques mixtes dels crítics. No obstant això, Retorn a Oz, és considerada pels fans com una adaptació més fidel de la sèrie de llibres que el clàssic de 1939, i des de llavors ha adquirit un gran seguiment de culte. La pel·lícula va rebre una nominació a l'Oscar als millors efectes visuals.

## Argument
Dorothy es troba a si mateixa de nou a la terra dels seus somnis i fa nous amics (com en Tik-Tok, en Jack Pumpkinhead i el Gump) i d'altres perillosos enemics com (els rodadors "the creepy Wheelers" (més coneguts amb anglès), la princesa Mombi caçadora de caps i el malvat rei Gnom).

## Producció
Walter Murch va començar el desenvolupament de la pel·lícula el 1980, durant una sessió de pluja d'idees amb Walt Disney Productions amb Tom Wilhite com a cap de producció. "Va ser una expedició de pesca per ambdues parts", va recordar Murch. "Però una de les preguntes que va fer va ser: 'Què li interessaria en què vostè pensa que també podria estar interessat?', I jo vaig dir, 'una altra història d'Oz'... Va resultar, sense jo saber-ho, que Disney tenia els drets de tots els llibres d'històries d'Oz. I estaven particularment interessats a fer alguna cosa amb ells, perquè els drets d'autor expiraven els següents cinc anys."
La pel·lícula està basada en el segon i el tercer llibre d'Oz,  La meravellosa terra d'Oz  (1904) i Ozma d'Oz  (1907). L'element sobre el Tik-Tok "l'Exèrcit Reial d'Oz" es deriva de Tik-Tok d'Oz  (1914), en la qual es realitza l'exèrcit Reial d'Oogaboo. Aquest llibre era en si mateix sobre la base d'una producció dramàtica, The Man Tik-Tok d'Oz  (1913). Murch també va usar el llibre Death Trip Wisconsin com a font històrica per a la pel·lícula.
Murch va prendre una presa decididament més fosca en material original de Baum que l'adaptació de 1939, ell sabia que seria un joc d'atzar. Entre el període de desenvolupament i la presa real, hi va haver un canvi de lideratge en els estudis de Walt Disney (amb Wilhite sent reemplaçat per Richard Berger), i el pressupost de la pel·lícula va augmentar. Una vegada va començar el rodatge, Murch va començar a defallir, i no va haver-hi més pressió des de l'estudi, el que portà a Murch a ser acomiadat com a director durant un curt període. George Lucas i altres directors d'alt perfil, incloent Francis Ford Coppola donaren suport a Murch en converses amb l'estudi, Murch va ser readmès i va poder acabar la pel·lícula.

## Recepció
Retorn a Oz va rebre crítiques mixtes en el seu llançament. La web de crítica Rotten Tomatoes registra el 55% de comentaris positius sobre la base de 22 comentaris. Els que estaven familiaritzats amb els llibres d'Oz van elogiar la seva fidelitat al material original de L. Frank Baum. No obstant això, molts crítics descriuen el contingut i el to general de la pel·lícula com una mica massa fosc i intens per als nens petits. "Els nens estan segurs de ser sorpresos per la intempèrie de la pel·lícula", va dir Janet Maslin del New York Times. El crític de cinema canadenc Jay de Scott va sentir que els protagonistes eren massa esgarrifosos i rars perquè els espectadors es relacionessin o se solidaritzessin amb: "Amics de Dorothy són tan estranys com els seus enemics, que és fidel als llibres originals de l'unça. "És ombrívol, esgarrifós, i ocasionalment aterridor", va afegir Dave Kehr del Chicago Reader. La pel·lícula va obtenir 2.844.895 $ en el seu primer cap de setmana, acabant en el setè lloc. La pel·lícula finalment va recaptar 11.137.801 $ a Amèrica del Nord.
La pel·lícula va rebre una nominació a l'Oscar als millors efectes visuals, però va perdre a diferència de Cocoon. Fairuza Balk i Emma Ridley van ser nominats als premis Young Artist. La pel·lícula va rebre dues nominacions als Premis Saturn a la Millor Pel·lícula de la fantasia (perdut a Ladyhawke) i millor actriu més jove per Fairuza Balk (que va perdre a Barret Oliver per D.A.R.Y.L.).
La interpretació de la pel·lícula d'Oz s'ofereix en els vaixells atracció Storybook Land Canal a Disneyland Resort Paris. El Club refereix amb freqüència a la naturalesa fosca de la pel·lícula com a no apta per al públic objectiu dels nens petits tot i ser una de les seves pel·lícules favorites mentre creixia.